# Czeslaw Kozon
Czesław Kozon (en danois : [ˈɕeslɑw kɔˈsoːn] ; latin : Ceslaus), né le 17 novembre 1951 à Idestrup, Falster, Danemark, est l'évêque catholique romain du diocèse de Copenhague.

## Biographie
Ses parents étaient des émigrés de la Pologne communiste. Il a été ordonné prêtre pour le diocèse de Copenhague le 6 janvier 1979. En 1995, le pape Jean-Paul II l'a nommé évêque de Copenhague. Il a été consacré par l'évêque Hans Ludvig Martensen (de) le 7 mai 1995.